# Michel Filippi
Joseph Michel Filippi (Parigi, 10 agosto 1875 – Aix-en-Provence, 25 marzo 1951) è stato uno schermidore francese.
Partecipò ai Giochi della II Olimpiade di Parigi nella gara di fioretto per maestri, dove arrivò sedicesimo.